# جرزی اسکولیموسکی (ورزشکار)
جرزی اسکولیموسکی (انگلیسی: Jerzy Skolimowski؛ ۹ دسامبر ۱۹۰۷ – ۱۲ فوریهٔ ۱۹۸۵) معمار، و نقاش اهل لهستان بود.
وی در مسابقات کشوری و بین‌المللی در مجموع برندهٔ ۲ مدال نقره، ۱ مدال برنز شده‌است.